# Giovanni Peragine
Giovanni Peragine B (Altamura, 1965. június 25. –) olasz szerzetespap, a Dél-albániai apostoli kormányzóság címzetes püspöki rangú apostoli kormányzója.

## Élete
Giovanni Peragine 1983. szeptember 15-én csatlakozott a barnabiták szerzetesrendjéhez, és 1984. szeptember 23-án kezdte meg szerzetesi életét. 1991. november 17-én tette le a szerzetesi örökfogadalmát. 1993. március 10-én részesült meg a papi rend szentségéből. 2017. június 15-én Ferenc pápa kinevezte Phoenice címzetes püspökévé és Dél-Albánia apostoli kormányzójává. Ugyanezen év szeptember 7-én George Anthony Frendo, mint főszentelő Tirana-durrësi érsek püspökké szentelte. Az egyik társszentelője Charles John Brown, Aquileia címzetes érseke  Albánia apostoli nunciusa volt, a másik pedig elődje, Hil Kabashi, Turres (Byzacena) címzetes püspöke. 2018. február 5-e óta az Albán Katolikus Püspöki Konferencia alelnöke.

## Fordítás
- Ez a szócikk részben vagy egészben  a   Giovanni Peragine című német Wikipédia-szócikk fordításán alapul.  Az eredeti cikk szerkesztőit annak laptörténete sorolja fel. Ez a jelzés csupán a megfogalmazás eredetét és a szerzői jogokat jelzi, nem szolgál a cikkben szereplő információk forrásmegjelöléseként.